# Уванокер (община)
Община Уванокер (на шведски: Ovanåkers kommun) е община в Швеция в състава на лен Йевлебори. Общата площ на общината е 2028 km2, а населението е 11 354 души (към 31 декември 2013). Главен административен център на общината е град Едсбюн.